# 林天福
林天福（英語：Fred Lam Tin-fuk，1958年7月19日—），GBS，JP，香港機場管理局董事會主席。

## 生平
林天福1958年於香港出生，畢業於北角蘇浙小學（1966年小學二年級考入蘇浙小學，與沈祖堯為同級生），但肄業於蘇浙公學，其後留學英國，於倫敦大學帝國學院取得計算機學榮譽學位。1999年則曾修讀美國史丹福大學行政人員課程。
畢業後，林天福曾經加入香港政府出任政務官。1986年，因有感於私人機構有更多發展機會，於是接受曾任香港貿易發展局主席的蘇澤光邀請加入貿發局，曾先後於多個部門任職，包括財務部、研究部及總務部等。1993年出任貿發局副總裁，主力於香港會議展覽中心的管理業務，2004年5月獲委任為貿發局總裁，曾自詡為「香港推銷員」。現任大珠三角商務委員會及香港物流發展局成員。
2014年6月17日，香港機場管理局宣布委任林天福，接替許漢忠出任香港機場管理局行政總裁，於2014年10月1日起生效。林天福同時向貿易發發局辭任總裁，於同年9月月底離任。除任職行政總裁外，同時為三跑道系統及工程委員會、業務發展委員會、人力資源及薪酬委員會及北商業區發展委員會成員之一。
香港特別行政區政府2024年6月30日公布，委任機管局現任行政總裁林天福為機管局主席，接替擔任9年主席的蘇澤光。

## 年薪
根據香港傳媒報道，林天福擔任貿易發展局總裁的年薪高達628萬港元，比較香港特區行政長官的年薪高出逾6成。而林天福擔任香港機場管理局行政總裁的薪酬或近乎1,000萬港元，將再有所提升。

## 家庭
林天福已婚，育有兩名兒子。

## 公職
- 香港金融發展局成員[4]
- 香港電影發展局成員
- 香港物流發展局成員[11]
- 國際商務委員會委員
- 經濟及就業委員會委員
- 航空發展諮詢委員會委員[12]
- 創新及科技督導委員會委員
- 香港設計中心董事會成員
- 香港與內地經貿合作諮詢委員會委員

## 資料來源
1. 1 2 3  機場管理局委任新行政總裁 （页面存档备份，存于） 香港機場管理局，2014年6月17日
2. ↑  . 華僑日報. 1966-07-05: 14  [2021-06-24]. （原始内容存档于2021-06-29）.
3. ↑  . 晉江文史資料 第二十輯. 2016-08-16  [2019-07-25]. （原始内容存档于2020-11-01）.
4. 1 2 3 4  總裁級職員 林天福 - 總裁 （页面存档备份，存于）香港貿易發展局
5. 1 2 3  高級顧問林天福：自詡香港推銷員 （页面存档备份，存于） 香港中國商會
6. ↑  香港贸发局总裁林天福的会展情缘 （页面存档备份，存于） 中国在线，2012年6月21日
7. ↑  貿發局總裁林天福9月底辭任 （页面存档备份，存于） 《星島日報》 2014年6月17日
8. ↑  .   [2017-09-21]. （原始内容存档于2018-03-05）.
9. ↑  公營機構高層勁厚薪嘥公帑 （页面存档备份，存于） 東方日報，2012年5月7日
10. ↑  【壹錘定音】傳林天福掌機管局 李慧玲：年薪或近千萬 （页面存档备份，存于） 蘋果日報，2014年6月10日
11. ↑  .   [2017-09-21]. （原始内容存档于2017-09-22）.
12. ↑   (PDF).   [2017-09-21]. （原始内容存档 (PDF)于2017-09-22）.

機管局CEO林天福轉任主席　年薪千萬變11萬董事袍金　任期3年 | 香港01 https://www.hk01.com/article/1015131?utm_source=01articlecopy&utm_medium=referral
| 官衔                           | 官衔                               | 官衔          |
| ------------------------------ | ---------------------------------- | ------------- |
| 前任者： 許漢忠 吳自淇（署理） | 香港機場管理局行政總裁 2014年10月- | 繼任者： 現任 |